# مارك غونزاليس

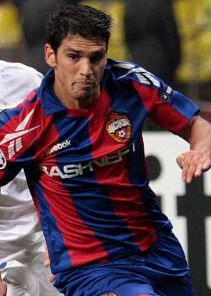
مارك غونزاليس

مارك دينيس غونزاليس هوفمان (بالإسبانية: Mark González)‏ من مواليد 10 يوليو 1984 في دوربان في جنوب أفريقيا، لاعب كرة قدم تشيلي.
بدأ مسيرته الكروية مع نادي يونيفرسيداد كاتوليكا في عام 2002، ولعب معهم حتى عام 2004، وشارك معهم في 42 مباراة وسجل 10 أهداف، وفي موسم 2004/2005 انتقل إلى نادي ألباسيتي الإسباني، ولعب معهم 25 مباراة وسحل هدفين، وفي عام 2005 انتقل إلى نادي ليفربول الإنجليزي، ولعب معهم حتى عام 2007، وشارك معهم في 25 مباراة وسجل هدفين، وفي عام 2005 أعير إلى نادي ألباسيتي الإسباني، وفي عام 2006 أعير إلى نادي ريال سوسييداد الإسباني، ولعب معهم 12 مباراة وسجل 5 أهداف، ومنذ عام 2007 وهو يلعب مع نادي ريال بيتيس الإسباني.
و قد بدأ باللعب مع منتخب تشيلي لكرة القدم في عام 2003.

## مسيرته الكروية
لعب مارك غونزاليس خلال مسيرته الاحترافية مع 9 أندية في عشرون موسمًا وسجل خلالها 57 هدفًا ضمن 272 مباراة. حيث فاز في موسمين بالكأس وفي أربعة مواسم بالدوري.
خاض مارك غونزاليس مسيرته مع نادي أونيفرسيداد كاتوليكا في موسم 2002 في المرة الأولى واستمر معه طيلة ثلاثة مواسم ثم في موسم 2013–14 واستمر معه طيلة ثلاثة مواسم، مشاركًا طوالها في 81 مباراة سجل خلالها 22 هدفًا. ثم انتقل إلى نادي ألباسيتي في موسم 2004–05 لمدة موسم واحد، حيث شارك في 25 مباراة سجل خلالها 5 أهداف. لينتقل بعدها إلى نادي ريال سوسيداد في موسم 2005–06 لمدة موسم واحد، مشاركًا في 16 مباراة سجل خلالها 5 أهداف أيضًا. ثم انتقل إلى نادي ليفربول في موسم 2006–07 لمدة موسم واحد، مشاركًا في 25 مباراة سجل خلالها هدفين. هذا وانتقل لاحقًا إلى نادي ريال بيتيس في موسم 2007–08 ولمدة موسمين، مشاركًا في 44 مباراة سجل خلالها 10 أهداف. ثم انتقل بعدها إلى نادي سيسكا موسكو في موسم 2009 ليلعب معه خمسة مواسم، مشاركًا في 49 مباراة سجل خلالها 7 أهداف. ليعود وينتقل من جديد، لكن هذه المرة إلى نادي سبورت ريسيفه ما بين عامي 2016 و2017 لمدة موسم واحد، مشاركًا في 8 مباريات سجل خلالها هدفًا واحدًا. لينتقل بعدها إلى نادي كولو-كولو في موسم 2016–17 لمدة موسم واحد، مشاركًا في 4 مباريات ولم يسجل أي هدف. ثم لعب في نادي ديبورتيس ماجالانز في عامي 2018-2020 ولمدة موسمين، مشاركًا في 20 مباراة سجل خلالها 5 أهداف.

## روابط خارجية
- مارك غونزاليس على موقع الاتحاد الدولي (مؤرشف)  (الإنجليزية)
- مارك غونزاليس على موقع الاتحاد الأوربي (الإنجليزية)
- مارك غونزاليس على موقع إي إس بي إن إف سي (الإنجليزية)
- مارك غونزاليس على موقع قاعدة بيانات كرة القدم.إي يو (الإنجليزية)
- مارك غونزاليس على موقع ناشيونال فوتبول تيمز (الإنجليزية)
- مارك غونزاليس على موقع Soccerbase.com (لاعب) (الإنجليزية)
- مارك غونزاليس على موقع Soccerway.com (الإنجليزية)
- مارك غونزاليس على موقع عالم كرة القدم.نت (الإنجليزية)
- مارك غونزاليس على موقع AS.com (الإسبانية)